# Florian OnAir
Modèle:Infobox Animateur
Florian OnAir (né le 30 mai 1978) est un animateur radio, vidéaste web et auteur français. 
Il est principalement connu pour sa chaîne YouTube consacrée à la gastronomie et au street food, 
ainsi que pour ses activités d’animation sur Radio Latina et ADO.

## Carrière

### Radio
Florian commence son parcours en 1996 sur la station Ado FM, où il anime différentes émissions, 
notamment le samedi matin, , les fins d'après-midi (17h/20h) de 1998 à 2000 et de 2003 à 2007, puis les matinales entre 2000 et 2001 et de nouveau de 2007 à 2011.  
En 2013, il rejoint Latina FM, où il prend en charge la tranche 16h–20h avec des émissions thématiques 
(*Hot Latina*, *La Casa Latina*).  
En 2020, il devient coanimateur de l’après-midi sur Radio Latina, aux côtés d’Élodie.

### YouTube
Il ouvre sa chaîne YouTube en 2011. À partir de 2016, il se spécialise dans les contenus culinaires, 
centrés sur la street food, les spécialités régionales et la gastronomie.  
La chaîne compte environ 725 000 abonnés et plus de 100 millions de vues cumulées.  
Sa vidéo la plus visionnée, « Je tente le défi GIGATACOS de O’TACOS – Vlog #142 », dépasse 3,5 millions de vues.

### Enseignement
En 2017, Florian intervient à Digital College, une école spécialisée dans le numérique, 
où il enseigne la création de contenu sur YouTube.

### Publication
En octobre 2018, il publie son premier ouvrage, Le Food Tour de Florian OnAir, 
consacré à la street food internationale, aux éditions Solar.

### Événements
Florian est également présentateur d’événements musicaux, 
dont le Do You Remember Festival, consacré aux artistes des années 1990 et 2000, 
et le Tour Vibration, série de concerts organisée dans plusieurs villes françaises 
rassemblant jusqu’à 40 000 spectateurs par étape.

## Style et réception
Ses vidéos se caractérisent par une approche immersive et un format de vlog centré sur la découverte culinaire. 
Il met en avant aussi bien les établissements gastronomiques que la street food locale.

## Chronologie
- 1996 : Débuts sur Ado FM.
- 2000–2001 ; 2007–2011 : Animateur des matinales sur Ado FM.
- 2013 : Entrée sur Latina FM.
- 2016 : Débuts sur Youtube des vlogs quotidiens autour de la nourriture et des restaurants.
- 2017 : Intervenant à Digital College.
- 2018 : Publication de Le Food Tour de Florian OnAir.

## Ouvrage
- Le Food Tour de Florian OnAir, Solar, 2018, 192 p. (ISBN 9782263155897)